# Puo Raya
Puo Raya is een bestuurslaag in het regentschap Rokan Hulu van de provincie Riau, Indonesië. Puo Raya telt 2528 inwoners (volkstelling 2010).